# 서울숭미초등학교
서울숭미초등학교(서울崇彌初等學校)는 대한민국 서울특별시 도봉구에 있는 공립 초등학교이다.
현재는 서울숭미초등학교에 병설유치원이 완공되었다

## 학교 연혁
- 1983년 11월 3일 서울숭미국민학교로 개교
- 1996년 3월 2일 서울숭미초등학교로 교명 개칭

## 참고 자료
- 서울숭미초등학교 - 한국교육학술정보원 학교알리미